# Alcira Padrón
Alcira Padrón Armas (Isora, 15 de julio de 1929 – El Hierro, 9 de diciembre de 2020) fue una artista y poetisa canaria y una de las primeras mujeres artesanas que representó a la isla de El Hierro en la Feria Internacional de Turismo (FITUR).

## Trayectoria
Padrón nació el 15 de julio de 1929 en el pueblo de Isora, en la isla de El Hierro de Canarias, donde aprendió oficios tradicionales tales como la costura, los telares, la lana, el bordado, las manualidades, la pintura, la escritura de poesía y de loas. En 1952, se trasladó al pueblo de El Pinar de El Hierro después de contraer matrimonio con el también artesano Eloy Quintero Morales, con el que tuvo ocho hijos.
A lo largo de su vida, además de ejercer las labores del campo, Padrón se dedicó a la artesanía, la pintura, la escritura de poesía y de loas. Escribió poesías centradas en la isla de El Hierro y loas a la Virgen de los Reyes, entre otras imágenes de la isla. Destaca el libro Poesías de Alcira, editado en 2009 y, entre sus obras de arte, las talegas, traperas, bandas de bailarines o mantas.
Padrón fue invitada por la Universidad de La Laguna por su experiencia artesana. También impartió múltiples talleres y asistió y expuso su obra en diferentes ferias.

## Reconocimientos
En la cuarta edición del Festival de la lana de Canarias celebrado en el Puerto de la Cruz en 2017, el Cabildo Insular de Tenerife premió con una distinción de reconocimiento a Padrón, por su labor en pro del mantenimiento de las tradiciones artesanas.
El 22 de abril de 2018, la Asociación Cultural Amador del municipio de La Frontera (El Hierro) le hizo un homenaje por su contribución a la poesía con motivo del día internacional del libro. Ese mismo año, el Gobierno de Canarias concedió a Padrón la Medalla de Oro de Canarias por su labor como artesana, pintora, escritora y recitadora, representando a la isla de El Hierro en diferentes ferias.

## Obra
- 2009 – Poesías de Alcira. Editorial Cabildo Hierro. ISBN 978-84-935147-8-5.[6][7]